# 운지법
운지법(運指法, Fingering)은 악기 연주를 위해 손가락을 쓰는 방법을 말한다. 색소폰을 누르거나 오카리나의 구멍을 막는 등을 말한다.